# Huêtre
Huêtre é uma comuna francesa na região administrativa do Centro, no departamento Loiret. Estende-se por uma área de 12,79 km². Em 2010 a comuna tinha 292 habitantes (densidade: 22,8 hab./km²).